# Кимрский театр драмы и комедии
Ки́мрский госуда́рственный теа́тр дра́мы и коме́дии — учреждение культуры в городе Кимры, Тверская область.

## История театра
На месте театра стоял главный городской Покровский собор. В 1936 году здание храма было уничтожено, и в этом месте был построен дом клуба промкооперации.
25 мая 1942 года указом Калининского облисполкома в Кимрах был образован театр. Организовать театр было поручено Заслуженному деятелю искусств РСФСР Александру Михайловичу Гиацинтову. До этого в поисках подходящей базы театр объехал Торжок, Осташков и другие города.
В годы Великой Отечественный войны театр давал спектакли и концерты в воинских частях, госпиталях, собирались денежные средства в фонд Красной Армии. За проделанную работу театр получил грамоту от И. В. Сталина.
В 1957 году здание клуба полностью передано театру.
В разное время в театре выступали Андрей Миронов, Иосиф Кобзон, Геннадий Хазанов и другие артисты эстрады и театра.
В 1981 году здание поставлено на капремонт и реконструкцию. Полностью реконструирована сцена, выстроена башня, расширены вспомогательные цеха. Зрительный зал был расширен до 297 мест. Вновь театр открылся в 1991 году. 
С 1994 по 2018 годы художественным руководителем театра был Олег Лавров (1948-2018), с 2018 года художественным руководителем является Заслуженный артист России Евгений Сикачёв.

## Репертуар
На сцене театра регулярно ставятся произведения Александра Николаевича Островского (одно из самых популярных — пьеса «Не всё коту масленица»), Антона Павловича Чехова («Вишнёвый сад»), Алексея Максимовича Горького. Также популярны пьесы иностранных авторов (пьеса «Кто боится Вирджинии Вульф?», автор Э. Олби).